# Bartići
Bartići je naselje u Republici Hrvatskoj, u sastavu Grada Labina, Istarska županija. 

## Stanovništvo
Prema popisu stanovništva iz 2001. godine, naselje je imalo 79 stanovnika te 30 obiteljskih kućanstava.
| broj stanovnika |       |       | 110   | 162   | 166   | 150   |       |       | 177   | 158   | 153   | 113   | 86    | 93    | 79    | 72    | 62    |
|                 | 1857. | 1869. | 1880. | 1890. | 1900. | 1910. | 1921. | 1931. | 1948. | 1953. | 1961. | 1971. | 1981. | 1991. | 2001. | 2011. | 2021. |

## Zanimljivosti
Na području Bartići nalazi se nekoliko speleološki zanimljivih jama. Jedna od njih (pećina Trdačina) nalazi se nedaleko mjesta, a u njoj su pronađeni ostaci keramike iz pretpovijesti te predstavlja jedan od najvažnijih arheoloških lokaliteta na Labinštini. Također je korištena kao sklonište i bolnica u 2. Svjetskom ratu.